# سنگسرهای بال‌پولکی
سنگسرهای بال‌پولکی (نام علمی: Haemulon) نام یک سرده از تیره سنگسرماهیان است.